# Lingua leponzia
La lingua leponzia (o più recentemente anche lepontico) è una lingua celtica estinta, parlata anticamente dal popolo dei Leponzi, stanziatisi tra la parte meridionale della Rezia (regione corrispondente ai territori alpini e subalpini delle odierne Svizzera, Germania, Austria e Italia) e i territori nord-occidentali della Gallia Cisalpina (corrispondenti oggi al Canton Ticino, in Svizzera, e alla Val d'Ossola e alla Lombardia occidentale in Italia settentrionale), fra il 700 a.C. e il 400 a.C. Pur essendone stata assodata la natura celtica (del ramo continentale nella fattispecie), tra i linguisti però non v'è consenso unanime sul se si tratti di un idioma a sé stante oppure d'una varietà più arcaizzante della lingua gallica.

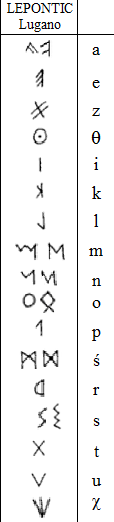
L'alfabeto leponzio o di Lugano

## Descrizione
La lingua è conosciuta solo attraverso alcune iscrizioni che furono redatte nell'alfabeto di Lugano, una delle cinque principali varietà di alfabeto italico settentrionale derivato dall'alfabeto etrusco. Queste iscrizioni furono scoperte nell'area intorno a Lugano, comprendente anche il lago di Como e il lago Maggiore. Scritture simili furono usate per il retico e il venetico.
La migliore testimonianza ci è data dalla famosa stele di Prestino, sede dell'antica Comum, uvamokozis pliale u uvltiauiopos ariuonepos sites tetu.
Il leponzio fu dapprima assimilato dal gallico, quando tribù galliche si insediarono in Italia, a nord del fiume Po, e poi dal latino, dopo che la Repubblica romana prese il controllo sulla Pianura Padana durante il II e il I secolo a.C.
Il raggruppamento di tutte queste iscrizioni in una singola lingua celtica è discusso: alcune (specialmente le più antiche) vengono considerate scritte in una lingua non-celtica affine al ligure (Whatmough 1933, Pisani 1964). Secondo questa opinione, che fu prevalente fino al 1970, leponzio è il nome corretto per la lingua non-celtica, mentre la lingua celtica deve essere chiamata lingua gallica cisalpina.
Seguendo l'opinione di Lejeune (1971), l'idea prevalente divenne che il leponzio deve essere classificato come lingua della famiglia celtica, sebbene sia probabilmente divergente quanto il celtiberico, e in ogni caso abbastanza distinto dal gallico cisalpino. Solo negli ultimi anni, c'è stata una tendenza a identificare il leponzio e il gallico cisalpino come una sola e medesima lingua. 
Mentre la lingua è così chiamata dal nome della tribù dei Lepontii, che occupavano parti della Rhaetia (nelle moderne Alpi centrali), confinanti con la Gallia Cisalpina, il termine è normalmente usato da molti celtisti in riferimento a tutti i dialetti celtici dell'antica Italia. Questo uso è messo in discussione da coloro che continuano a ritenere che i Lepontii siano una delle diverse tribù indigene delle Alpi, abbastanza distinta dai Galli che invasero la Pianura Padana in tempi storici.